# Paüls
|  | Aquest article tracta sobre el municipi del Baix Ebre. Vegeu-ne altres significats a «Paüls (desambiguació)». |

Paüls és un municipi de la comarca del Baix Ebre. Se situa a l'oest de la comarca, al límit amb la Terra Alta. Té un relleu accidentat: 2.382,80 hectàrees del seu terme municipal estan declarades Parc Natural dels Ports.
Forma part de l'Associació de Municipis per la Independència.

## Geografia
- Llista de topònims de Paüls (Orografia: muntanyes, serres, collades, indrets..; hidrografia: rius, fonts...; edificis: cases, masies, esglésies, etc).

## Història
Se sap que el 1228 Joan Despuig, senyor de Paüls, vengué els drets a sa muller Marimunda (Brusca?). El 1239, Ramon Despuig era senyor de Paüls. Cap al 1276, el senyoriu havia passat a Jaume Brusca, ja que els Despuig hi havien emparentat i es començaren a dir Brusca i Despuig, els quals serien també senyors d'Ortells (Eixarch). Entre el 1301 i el 1304, el títol passà a un altre Joan Despuig. Del 1309 al 1346, fou senyor de Paüls en Bernat Despuig; el 1347, en Berenguer Despuig; i entre el 1365 i el 1370, Ramon Despuig.
El filòleg i medievalista Jaume Riera i Sans, en la seua obra El cavaller i l'alcavota, apunta aquesta circumstància ocorreguda a Paüls el 1400: "Aquest any, un pastor del poble, d'uns vint anys, va desflorar una parenta seva en quart grau de consanguinitat, de nou anys, també pastora. El rei Martí li atorgà la remissió general i absoluta del crim i l'alliberament de la presó sota les següents condicions: que es casaria amb la noia, sense dot, tot i que ell era de millor posició social; que la dotaria segons l'estimació comuna del que l'hauria dotat el seu pare, afegint-hi una tercera part més; que obtindria del papa la dispensa de consanguinitat i que la pagaria; que pagaria les despeses hagudes al procés i que pagaria, a més, 100 florins per la remissió reial. O això o ser executat."
El senyoriu de Paüls continuà amb: Blanca de Brusca (1424-1452), Miquel Brusca i Despuig (1464-1483), Bertomeu de Viu (1491), Joan de Viu, també senyor de Lledó (1494), Pere Canyissar, de Beseit (1513-1522), Joan Canyissar de Sebil (1522-1548), Montserrat Sebil de Canyissar (1572-1586), Isabel-Anna de Curto (1586-1593?), Francesc de Montsuar, per matrimoni amb Àngela Sebil de Canyissar (1593-1602).
Arribem al 1675, quan Jaume Borràs de Brusca Despuig, senyor de Paüls, és fill d'Antoni Borràs i Sebil, fill a la vegada d'Antoni de Borràs i Domènec i de Peronella Sebil i Masip.
Heus ací els caps de família dels 26 focs que hi havia el 1497 a Paüls: mossèn Berthomeu, vicari; fra Bernat, lloctinent del senyor; Francoy Cortiella, alcalde, Johan Serres; Johan Olari; Barthomeu lo Guascó; Bernat Serres dels Forns; Pere Galceran; Francoy Alòs; Domingo Grialló; Johan Galceran; Pere Grialló; Johan Castell; Miquel Bonastre; Jaume Serana; Guillem Toreda; Barthomeu Perpinyà; Bernat Serres; Anthoni Cortiella; Miquel Pallarés; Anthoni Torreda; Domingo Bernat; Bernat Cortiella; la viuda na Amada; Johan Marturell; Domingo Spunya.
L'11 de gener del 1836, Paüls fou incendiat i saquejat i es perdé la documentació que hi havia a l'ajuntament. A l'ajuntament del poble, hi ha un document escrit en castellà antic que ho acredita amb aquestes paraules:
| « | El Alcalde y Ayuntamiento Constitucional del Lugar de Pauls. Partido de Tortosa. Provincia de Tarragona certificamos que el día onse de enero del año mil ocho cientos treinta y seis fue saqueado e incendiado este Pueblo. Generalmente por las tropas mandadas por Don Federico Toyel, primer Cabo de Burgos, a causa de aver tenido unos tiros a las ynmediaciones de este Pueblo con la gavilla del cabesilla Forné, en cuyo día se perdieron todos los documentos que existían en la casa consistorial por aver sufrido dicho incendio y saqueo y por este motivo no se puede dar ninguna razón de los años anteriores. Y para que conste damos el presente que firmamos y sellamos en Pauls á veinte y seis de marzo de 1843. El regidor decano, Ramon Gracià. El alcalde, Domingo Salvadó. | » |

## Demografia
| 1497 f | 1515 f | 1553 f | 1717 | 1787 | 1857 | 1877  | 1887  | 1900  | 1910  |
| ------ | ------ | ------ | ---- | ---- | ---- | ----- | ----- | ----- | ----- |
| 26     | 33     | 34     | 227  | -    | 923  | 1.073 | 1.180 | 1.241 | 1.247 |

| 1920  | 1930  | 1940  | 1950  | 1960 | 1970 | 1981 | 1990 | 1992 | 1994 |
| ----- | ----- | ----- | ----- | ---- | ---- | ---- | ---- | ---- | ---- |
| 1.234 | 1.093 | 1.082 | 1.047 | 934  | 842  | 731  | 723  | 715  | 715  |

| 1996 | 1998 | 2000 | 2002 | 2004 | 2006 | 2008 | 2010 | 2012 | 2014 |
| ---- | ---- | ---- | ---- | ---- | ---- | ---- | ---- | ---- | ---- |
| 651  | 640  | 640  | 630  | 615  | 602  | 632  | 606  | 602  | 596  |

| 2016 | 2018 | 2020 | 2022 | 2024 | 2026 | 2028 | 2030 | 2032 | 2034 |
| ---- | ---- | ---- | ---- | ---- | ---- | ---- | ---- | ---- | ---- |
| 580  | 561  | 545  | 566  | 544  | -    | -    | -    | -    | -    |

## Economia
L'economia se centra en l'agricultura de secà (oliveres (dit olivers a Paüls), garrofers i ametllers) i una modesta agricultura de regadiu. Des dels anys 70, s'ha implantat el conreu de cirerers (dit cirers a Paüls), i des del 2004 es promociona aquesta fruita amb la celebració, el primer cap de setmana de juny, de la Festa de la cirera.
La major part de la població, però, es trasllada a poblacions del voltant per al seu treball, especialment a la capital de la comarca, Tortosa. Cal esmentar que hi ha un alt percentatge d'ingressos passius, ja que prop del 30% de la població paülsenca està jubilada.
Des de fa uns anys, s'ha anat implantant una altra alternativa econòmica, com a complement o substituta de l'activitat agrícola, el turisme rural. Des de llavors, ja s'han obert en el municipi fins a quatre cases de pagès, que aprofiten l'atractiu del poble i del Parc Natural dels Ports per a donar-los a conèixer i facilitar-ne l'estada. Dins aquest apartat turístic, podríem encabir-hi també alguns esdeveniments esportius que exploten l'orografia del terme i del mateix nucli urbà. Amb l'antecedent de la Cursa de Paüls, que organitzava la Unió Excursionista de Tortosa (UEC), s'ha format el club Trencacims que, des de l'any 2013, organitza diverses curses de muntanya amb diferents categories, com la ultramarató(50 km), la Ultra Trail (70 km), la mitja marató i la marxa.

## Cultura
En l'àmbit cultural, s'ha de fer referència, sobretot, a les manifestacions musicals que des de fa un segle s'hi poden apreciar. L'any 2011, la Banda Municipal de Música de Paüls va celebrar el seu centenari, però és que en aquest poble també hi ha una orquestra (Atalaia), una xaranga (Tal com sona), una coral (Les Veus de Paüls), un grup de tambors (Timballeira), una coral parroquial i un conjunt instrumental amb els músics més menuts que s'estan formant a l'Escola municipal de música.

## Llocs d'interès
- A un parell de quilòmetres del poble, es troba el bosc i l'ermita de Sant Roc, amb una font que també nodreix els habitatges paülsencs. En aquest lloc, s'hi celebra la diada del patró (16 d'agost) en les Festes Majors, amb la particularitat que s'hi han construït el que s'anomenen corros, que no són més que taules de pedra envoltades de seients d'aquest material: cada casa del poble té assignat un lloc on s'han bastit aquestes construccions, i tenen dret a gaudir-lo el dia del patró, el de la festa de Sant Antoni i el dia de la Mona.
- A dins del que va ser el castell de Paüls, al més amunt del municipi, s'hi troba l'església de Santa Maria, amb la possibilitat de passejar pels voltants i gaudir de les vistes que des de dalt de tot es poden contemplar (el terme de Paüls ha estat definit com un amfiteatre envoltat de muntanyes, cosa que es pot apreciar des d'aquest punt). Està declarat Bé Cultural d'Interès Nacional des dels anys 50 del segle passat i, a finals del 2022, el Regne d'Espanya l'ha cedit a l'Ajuntament, que impulsarà la seua consolidació i recuperació.
- Com a poble integrat en el Parc Natural dels Ports, també ofereix fins a cinc rutes per a gaudir de la natura i que es poden trobar a l'entrada del poble, a Sant Roc o en el Centre d'interpretació dels Ports inaugurat al març del 2011.

## Transport
Una carretera l'uneix a la C-12, a l'alçada de Xerta.
La carretera d'accés al municipi és la TV-3541.
Hi ha un servei d'autobús que uneix el poble amb Xerta i Tortosa. Hi ha una sortida a les 7:00h i una altra a les 09:10 que fan el trajecte Paüls-Tortosa; i per a la tornada Tortosa-Paüls hi ha dos serveis que surten a les 13:15h i a les 19:00h.

## Política

### Històric d'alcaldes
| Alcalde                | Partit                               | període      |
| ---------------------- | ------------------------------------ | ------------ |
| Enric Adell Moragrega  | Per Paüls – Acord Municipal          | 2015         |
| Júlia Celma Lluís      | Convergència i Unió                  | 2007 al 2015 |
| Tomàs Escubedo Gracià  | Partit dels Socialistes de Catalunya | 1999 al 2007 |
| Josep Espinós Gabriel  | Partit dels Socialistes de Catalunya | 1991 al 1999 |
| Josep Espinós Gabriel  | Partit Popular                       | 1989 al 1991 |
| Isidre Gracià Alcon    | Convergència i Unió                  | 1987 al 1989 |
| Joan Lluís Gabriel Bru | Partit dels Socialistes de Catalunya | 1983 al 1987 |
| Felip Fandos Gabriel   | Independents                         | 1979 al 1983 |

### Resultats eleccions municipals
Eleccions municipals 2019
| Candidatura                          | Vots | Regidors | % vots |
| ------------------------------------ | ---- | -------- | ------ |
| Per Paüls - Acord Municipal          | 324  | 7        | 85,26  |
| Partit dels Socialistes de Catalunya | 46   | 0        | 12,11  |
| En blanc                             | 10   |          | 2,63   |
| Nuls                                 | 27   |          | 6,63   |

Eleccions municipals 2015
| Candidatura                          | Vots | Regidors | % vots |
| ------------------------------------ | ---- | -------- | ------ |
| Per Paüls - Acord Municipal          | 229  | 4        | 52.52  |
| Convergència i Unió                  | 124  | 2        | 28.44  |
| Partit dels Socialistes de Catalunya | 70   | 1        | 16.06  |
| En blanc                             | 14   |          | 3.11   |
| Nuls                                 | 13   |          | 2.98   |

Eleccions municipals 2011
| Candidatura                          | Vots | Regidors | % vots |
| ------------------------------------ | ---- | -------- | ------ |
| Convergència i Unió                  | 286  | 4        | 57,55  |
| Partit dels Socialistes de Catalunya | 210  | 3        | 42.25  |
| En blanc                             | 1    |          | 0.20   |
| Nuls                                 | 6    |          | 1.19   |

Eleccions municipals 2007
| Candidatura                          | Vots | Regidors | % vots |
| ------------------------------------ | ---- | -------- | ------ |
| Convergència i Unió                  | 276  | 4        | 53.08  |
| Partit dels Socialistes de Catalunya | 240  | 3        | 46.15  |
| En blanc                             | 4    |          | 0.77   |
| Nuls                                 | 2    |          | 0.38   |

Eleccions municipals 2003
| Candidatura                          | Vots | Regidors | % vots |
| ------------------------------------ | ---- | -------- | ------ |
| Partit dels Socialistes de Catalunya | 257  | 4        | 50.20  |
| Convergència i Unió                  | 249  | 3        | 48.63  |
| En blanc                             | 6    |          | 1.14   |
| Nuls                                 | 15   |          | 2.85   |

Eleccions municipals 1999
| Candidatura                          | Vots | Regidors | % vots |
| ------------------------------------ | ---- | -------- | ------ |
| Partit dels Socialistes de Catalunya | 302  | 4        | 59.56  |
| Convergència i Unió                  | 192  | 3        | 37.86  |
| En blanc                             | 11   |          | 2.13   |
| Nuls                                 | 10   |          | 1.92   |

Eleccions municipals 1995
| Candidatura                          | Vots | Regidors | % vots |
| ------------------------------------ | ---- | -------- | ------ |
| Partit dels Socialistes de Catalunya | 287  | 4        | 53.34  |
| Convergència i Unió                  | 189  | 3        | 35.13  |
| Partit Popular                       | 59   |          | 10.96  |
| En blanc                             | 3    |          | 0.55   |
| Nuls                                 | 2    |          | 0.37   |

Eleccions municipals 1991
| Candidatura                          | Vots | Regidors | % vots |
| ------------------------------------ | ---- | -------- | ------ |
| Partit dels Socialistes de Catalunya | 299  | 4        | 51.91  |
| Convergència i Unió                  | 275  | 3        | 47.74  |
| En blanc                             | 2    |          | 0.35   |
| Nuls                                 | 3    |          | 0.52   |

Eleccions municipals 1987
| Candidatura                          | Vots | Regidors | % vots |
| ------------------------------------ | ---- | -------- | ------ |
| Partit dels Socialistes de Catalunya | 252  | 3        | 46,67  |
| Convergència i Unió                  | 215  | 3        | 39,81  |
| Alianza Popular                      | 72   | 1        | 13,33  |
| En blanc                             | 1    |          | 0,18   |
| Nuls                                 | 11   |          | 2      |

Eleccions municipals 1983
| Candidatura                          | Vots | Regidors | % vots |
| ------------------------------------ | ---- | -------- | ------ |
| Partit dels Socialistes de Catalunya | 296  | 4        | 53,72  |
| Convergència i Unió                  | 254  | 3        | 46,1   |
| En blanc                             | 1    |          | 0,18   |
| Nuls                                 | 3    |          | 0.54   |

Eleccions municipals 1979
| Candidatura         | Vots | Regidors | % vots |
| ------------------- | ---- | -------- | ------ |
| Convergència i Unió | 237  | 3        | 45,75  |
| AEIP                | 143  | 2        | 27,61  |
| UCD                 | 138  | 2        | 26,64  |
| En blanc            | 0    |          | 0      |
| Nuls                | 5    |          | 0,96   |

Els dia 14 de gener de 2023 a Paüls i el 21 de gener a Albocàsser, ambdues poblacions celebren els actes d'agermanament entre elles, aprofitant les respectives festes de Sant Antoni 